# شتافيلكابيتين

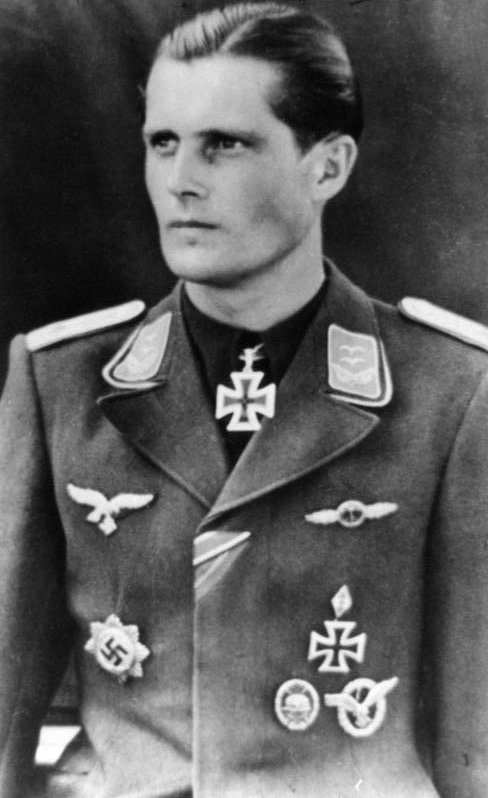
للأغراض الوثائقية؛ غالباً ما يحتفظ الأرشيف الاتحادي الألماني بتعليقات الصورة الأصلية، والتي قد تكون "خاطئة أو متحيزة أو قديمة أو متطرفة سياسياً"

شتافيلكابيتين هو منصب (وليس رتبة) في وحدات الطيران ( شتافن) للوفتفافه الألمانية التي تعادل قائد سلاح الجو الملكي / القوات الجوية الأمريكية. عادة ما شتافينكابيتين برتية من أوبرسلوبمينت أو رتبة رائد.
في لوفتفافه ضمن الفيرماخت، احتل شتافينكابيتين عادة رتبة ملازم أول أو هاوبتمان. في الأسابيع الأولى من مهمته كان يعرف باسم Staffelführer (قائد السرب)، حتى تم تأكيده في هذا المنصب. إذا تم تكليف ضابط صف بهذا الدور، فقدتتم الإشارة إليه أيضًا باسم Staffelführer.